# Suzuki GSX-F

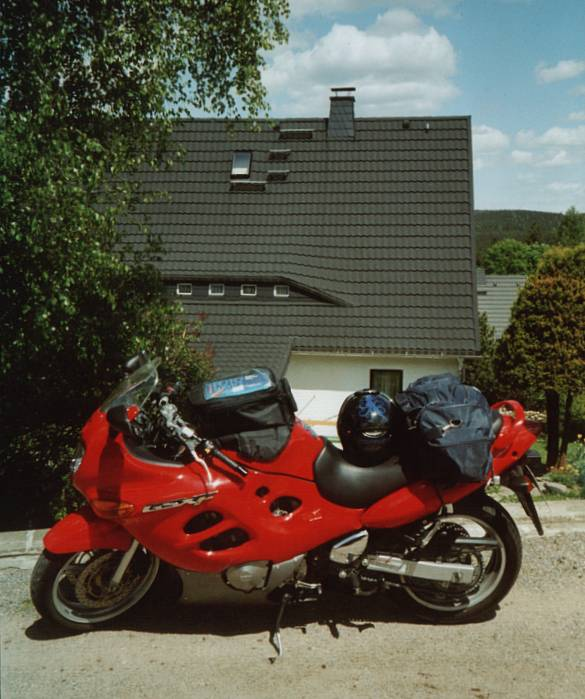
Suzuki GSXF 600

En 1988, le constructeur de moto Suzuki produit un nouveau modèle, la GSX-F.
Le concept de ce nouveau modèle est assez simple, il s’agit de placer un moteur de sportive dans un cadre de routière.
Pour cela le moteur sera assoupli par augmentation du couple et diminution de la puissance.
C'est donc une routière sportive, qui se décline à l’origine, en plusieurs versions : 600 cm³, 750 cm³ puis 1100 cm³. La version 750 cm³ est de loin la plus répandue.[réf. nécessaire]
Le moteur est issu des modèles sportifs Suzuki GSX-R et garde leur  technologie SACS de  refroidissement par le circuit d’huile, propre aux machines sportives de la marque.

Le modèle 1100cm³ sera abandonné en 1993., alors que le succès commercial de la 600 et 750 cm³ ne se démentira pas jusqu’en 2007.[réf. nécessaire]

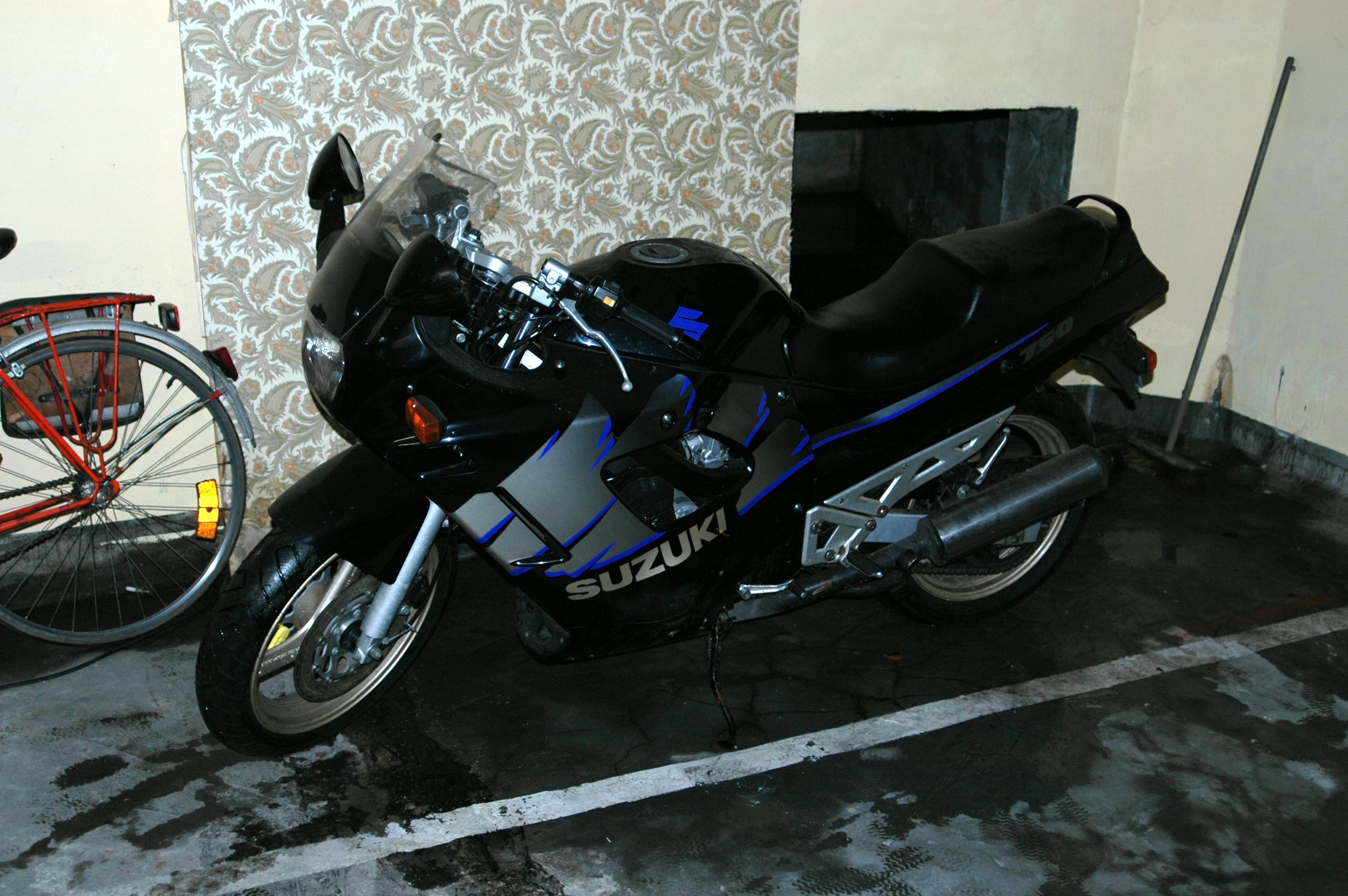
Suzuki GSXF 750

Le modèle subira deux évolutions surtout esthétiques.
En 1998 la moto sera redessinée selon un concept bio-design une première fois et elle adoptera alors les moteurs de la  Suzuki Bandit 600 cm³  pour la 600 GSX-F de nouveau fabriquée et une version réalésée pour la 750 GSX-F.  Elle sera une dernière fois modifiée esthétiquement en 2003.
En 2007 la production sera stoppée pour sa non-conformité à la norme antipollution Euro 3.
À la fin de la même année le constructeur commercialisera  une 650 GSX-F, première de cette lignée à abandonner la technologie SACS au profit d’un moteur disposant d’un refroidissement liquide et de l’injection catalysée, ce modèle est simplement une gsf (bandit) carrénée et remplace de facto la Bandit à tête de fourche (gsf600S) en reprenant le sigle de l'ancienne gsx-f.
Le concept GSX-F avec son cadre enveloppant a donc été abandonné au profit d'une accessoirisation de sa cousine Bandit.